# Eleutherodactylus montanus
Eleutherodactylus montanus är en groddjursart som beskrevs av Schmidt 1919. Eleutherodactylus montanus ingår i släktet Eleutherodactylus och familjen Eleutherodactylidae. IUCN kategoriserar arten globalt som starkt hotad. Inga underarter finns listade i Catalogue of Life.